# Вилла Москони — Бертани
Вилла Москони — Бертани (также известная как вилла Новаре) — это винодельня и венецианская вилла, построенная в неоклассическом стиле в XVIII веке, известна долгой историей производства вина Амароне Классико делла Вальполичелла. Сегодня она принадлежит Бьянке, Джованни и Гульельмо Бертани, а также является домом для винодельни Гаэтано Бертани Tenuta Santa Maria. Усадьба была построена на месте уже существовавшего комплекса от XVI века и состоит из: летней резиденции, монументального винного погреба, большого сада (22 гектара) и хозяйственных помещений, полностью посвящённых виноградарству. Вилла Москони — Бертани являлась важным культурным центром в период романтизма благодаря итальянскому поэту и писателю Ипполито Пиндемонте. Знаменита как место рождения вина Амароне. Усадьба находится в небольшом поселении Новаре, в долине Вальполичелла, относящейся к административному округу города Неграр дела Вальполичелла в провинции города Вероны. Первоначально, вилла была домом для производства Амароне Кавальера Г. Б. Бертани. После 2012 года перешла в собственность семьи Гаэтано Бертани, а резервные вина производятся под названием винодельни «Тенута Санта-Мария ди Гаэтано Бертани». Вилла, парк с виноградниками и винный погреб открыты для экскурсий и проведения мероприятий.

## Месторасположение
Усадьба расположена в холмистой местности и окружена лесами. В долине Новаре протекают источники, питающие акведук, ведший в Верону. Почва этой долины богата железом.

## История
Строительство виллы было начато семейством Фаттори примерно в 1735 году, неподалёку от ранее существовавшего винного погреба, датированного XVI веком, на месте поселения племени аруснатов, затем — римлян. Недостроенное здание было продано семье Москони в 1769 году. Новые владельцы завершили строительство, добавив к проекту 8 гектаров парка в английском стиле. Москони расширили производство вина, создав одну из крупнейших виноделен своего времени в Северной Италии.
Вилла также была важным литературным салоном, куда заходили деятели культуры, такие как поэт и писатель Ипполито Пиндемонте. В первой половине XX века усадьба переживала годы забвения и вандализма, которые нанесли урон парку и некоторым комнатам виллы. В 1953 году землю приобрела семья Бертани, провела реставрационные работы и установила штаб-квартиру для одноимённой винодельни. С 2012 года усадьба перешла во владение семьи Гаэтано Бертани, которая продолжает семейные винодельческие традиции.

## Архитектурный комплекс усадьбы
Архитектурный комплекс усадьбы является типичным примером палладианской идеи венецианской виллы. Комплекс состоит из двух частей: первая — сельскохозяйственная и производственная, связанная с вином, вторая — жилая.
Вилла состоит из главной резиденции и двух симметричных крыльев. Над восточным крылом возвышается колокольня действующей часовни Сан-Гаэтано. С обеих сторон крыльев имеются собственные ворота, предоставляющие доступ к крестьянским помещениям и винному погребу.
Строительство центрального корпуса виллы, часовни и подвалов было выполнено в первой половине XVIII века веронским архитектором Адриано Кристофали по заказу первого владельца усадьбы — Джакомо Фаттори. Изначально работы над проектом начались в 1710 году архитектором Лодовико Перини на месте уже существовавших построек поселения XVI века. Создание летней резиденции должно было подчеркнуть графское звание семьи Фаттори, однако, архитектор Перини скончался до начала проведения работ, поэтому проект перешёл Адриано Кристофали. К проекту усадьбы был добавлен палисадник, придавший более аристократический вид резиденции и боковым крыльям, тем самым отделяя зону отдыха от рабочей.
Центральное здание виллы имеет три этажа. Фасад здания визуально разделяют два архитектурных ордера: тосканский — на первом этаже и ионический — на втором. Фронтон украшен тимпаном с гербом, добавленный семьёй Трецца, а сверху возвышаются девять статуй божеств. Статуи в парке являются работами скульптора Лоренцо Муттони.

## Фрески центрального зала
Центральный зал виллы — Салон муз — занимает в высоту три этажа и полностью покрыт фресками. На стенах второго этажа изображены два герба семьи Москони.
Окрашенная деревянная балюстрада визуально разделяет зал на два этажа. Первый этаж оформлен техникой, имитирующей рустику. В нарисованных нишах расположены монохромные статуи, символизирующие муз искусств: архитектуры, скульптуры, живописи, геометрии, астрономии и музыки; на втором же этаже возникает ощущение единой перспективы благодаря плавному переходу фресок от балкона к потолку. По бокам на стенах изображены статуи богинь Справедливости и Изобилия, над дверными проёмами находятся фигуры сатиров, символизирующие защитников виноградника.
Центральную часть потолка украшает фреска, изображающая четыре сезона, тем самым показывая течение времени. В центральной части изображения выделяется яркими цветами богиня Флора, ниже и слева от неё расположены две фигуры богинь лета, Цереры и Теллус, изображённые тёплыми и яркими тонами. На противоположной стороне среди грозовых тёмных облаков восседают контрастные им Осень и Зима. Рядом парит в воздухе бог Зефир в компании весёлых ангелочков. На заднем плане Аполлон едет на своей колеснице.
Авторами фресок били эмильские[неизвестный термин] художники, работавшие в то время в Вероне. В частности, декоративный цикл первого и второго этажа — дело рук мастера-квадриста Просперо Пеши из школы Филиппо Маккари. Центральная фреска была написана Джузеппе Валлиани по прозвищу Пистойезе.
- Баллюстрада
- Салон муз
- Потолочная фреска с изображением аллегории четырёх сезонов

## Парк и сад виллы
В конце XVIII века начала распространяться мода на натуралистические комплексы, и геометричному итальянскому саду стали предпочитать сад в английском стиле. Братья Джакомо и Гульельмо Москони решили насадить пейзажный лесопарк и создали небольшое рукотворное озеро, питаемое подземными источниками.
В центре озера имеется небольшой островок с высоким деревом Таксодиум, к которому можно подойти через мостик. У берега был сооружён кофейный домик в североевропейском стиле. Проект парка был предложен поэтом Ипполито Пиндемонте. В своём эссе «Над английскими садами», опубликованном в 1792 году Падуанской академией наук и сельского хозяйства, он цитирует философа, юриста и политика Фрэнсиса Бэкона[значимость факта?]
Кроме экзотических растений на островке и нескольких ливанских кедров, деревья в парке типичны для здешних лесов. В 1820 году писатель Персико[какой?] описал его как «парк с разнообразием экзотических растений», а для веронского импрессиониста Анжело Далль’Ока Бьянка этот парк стал источником вдохновения.
Идея постройки кофейного домика на берегу озера пришла Ипполито Пиндемоне после различных путешествий. Проводя каникулы во Франции у друзей Жан-Жака Руссо, он был поражён пейзажами с источниками и лугами. Днём домик использовался для отдыха и чтения после прогулок, вечером — для настольных игр, как шахмат, а также отсюда издавались звуки арфы, на которой играли дочери графини Москони.
Кроме того, в парке имеется помещение для хранения льда, построенное в конце XVIII века и использовавшееся вплоть до середины XX столетия.
Сад украшен старинными статуями, скамейками и небольшим фонтаном. Участок усадьбы полностью окружён стеной, в её пределах находится просторный виноградник. Перед виллой и палисадником имеется ограждение. Палисадник отличается правильным рисунком, посреди большой клумбы сооружён небольшой круглый бассейн, а соединяющая дорога от двух ворот направляла кареты, прибывающие и уезжающие с виллы.
Парк виллы Москони — Бертани вошёл в список восьмидесяти Великих садов Италии.

## Ипполито Пиндемонте, графиня Элизабетта Москони и Уго Фосколо
Драматург Ипполито Пиндемонте гостевал на вилле у графини Элизабетты Москони в течение 10 лет. В одном из своих «Посланий в стихах», написанном в 1800 году, Ипполито высказался о резиденции:
«В вашей чудесной Новаре я проживаю с тобой счастливые дни, уважаемая Элизабетта».
Также кратко высказывается об этом приятном месте для отдыха с садом:
«Я видел тени вашего сада, что казались мне ещё краше…»
Тёплые чувства к Элизабетте побудили Ипполито Пиндемонте оставаться на вилле с 1797 года и вплоть до её смерти в 1807 году. Для писателя эта усадьба была очень ценным местом для отдыха. Отношения между Ипполито и Элизабеттой, — заявляет Меседалья[кто?], — были нежными и поэт их раскрывает в одном из стихотворений от 1800 года.
Во время своего проживания на вилле, Ипполито Пиндемонте переводит на итальянский язык «Одиссею» Гомера.
Поэт Уго Фосколо встретился на вилле с Пиндемонте предположительно в 1806 году. Эта встреча породила идею создания поэмы «Гробницы», которая была написана в период с август 1806 по апреля 1807 гг. и позднее опубликована издателем Никколо Беттони в городе Брешиа. В ответ на произведение Фосконо Пиндемонте написал своё стихотворение с таким же названием, и в 1807 году издатель Гамбетти из Вероны опубликовал их оба под названием «Гробницы — стихи Уго Фосколо и Ипполито Пиндемонте».

## Производство вина и винный погреб
Усадьба расположена в винодельческой долине Вальполичелла Классико, которая знаменита своими винами Вальполичелла Крассико DOC и Амароне Классико DOCG. Большой винный погреб виллы Москони — Бертани является одним из старейших и постоянно действующих в Италии. Виноделие в этой долине было освоено, вероятно, во времена Римской империи. Первые официальные документы свидетельствуют о том, что винный погреб здесь находится как минимум с X века.
Производство вин долины Вальполичелла значительно расширилось во время период владения усадьбой семьёй Москони в конце XVIII века, затем семьёй Трецца. В XIX веке производство вин достигло значительных объёмов, местные виноградники выпускали более миллиона бутылок, и этот регион стал одной из крупнейших итальянских виноделен того времени.
Фотограф Морис Лотце создал фотохронику винодельческого процесса в усадьбе. Этот фотографический репортаж представляет больную художественную и историческую ценность, там детально проиллюстрированы все этапы производства вина. В XIX веке производство было знаменито применением метода Гюйо при выращивании виноградной лозы и экспортом качественных вин. Отчёт был заказан около 1882 года и до сих пор хранится в Академии сельского хозяйства, науки и литературы Вероны.
Именно на этой винодельне в 1936 году было придумано название «Амароне», относящееся к типичному вину долины Вальполичелла, приготовленного из заизюмленного винограда.
С 1953 года винодельня получила дальнейшее развитие благодаря приобретению усадьбы семьёй Бертани.
С середины 2012 года является собственностью и штаб-квартирой винодельни «Тенута Санта-Мария ди Гаэтано Бертани».
- Винный погреб и бочки 1800-х годов
- Бамбуковые циновки для заизюмливания винограда. Фото Tenuta Santa Maria di Gaetano Bertani